# Heinersbrück
Heinersbrück là một đô thị thuộc huyện Spree-Neiße, bang Brandenburg, Đức. Đô thị Heinersbrück có diện tích 23,69 km², dân số thời điểm 31 tháng 12 năm 2006 là 683 người.